# Trichodactylus petropolitanus
Trichodactylus petropolitanus е вид десетоного от семейство Trichodactylidae. Видът не е застрашен от изчезване.

## Разпространение и местообитание
Разпространен е в Аржентина и Бразилия (Еспирито Санто, Минас Жерайс, Парана, Рио де Жанейро, Санта Катарина и Сао Пауло).
Обитава крайбрежията на сладководни басейни, реки и потоци.

## Описание
Популацията на вида е стабилна.